# Димитрије Беговић
Димитрије Беговић (Добри До, 1890 – Рипивода, 13. јануар 1918) био је поручник Војске Краљевине Србије и командант Јабланичког комитског одреда у Топличком устанку 1917. године.
Извршио је самоубиство и спречио да буде заробљен, а са собом у смрт је одвео и два бугарска официра.

## Биографија

### Порекло
Беговићи потичу од Спајића из племена Куча, који су се након похаре Куча 1855-1856 године доселили у Топлицу. Тада је њихов потомак узео презиме Беговић, по оцу Томици Бегову Спајићу.

### Први светски рат
Димитрије Беговић и његов рођени брат Иван Беговић су се као српски официри борили у Церској бици 1914. године. Због рањавања, Иван је ванредно унапређен у чин капетана, а укупно је рањаван 27 пута. Димитрије Беговић је рањен у сукобу са 42. домобранском пешачком (Вражјом) дивизијом у Мачви.
Након рањавања је послат на кућно лечење. Како није могао да учествује у повлачењу преко Албаније, узео је да са преосталим српским официрима у позадини припрема герилске (комитске) акције.

#### Топлички устанак
Беговић се придружио комитама у Топличком устанку 1917. године и постао командант Јабланичког комитског одреда.
По разбијању већине устаничке војске, бугарска команда је 23. марта упутила тајно писмо Беговићу и тражила му да преда свој одред, гарантујући му живот, као и животе чланова његове породице. После целовечерњег размишљања, Беговић је послао одговор:
Убили сте на хиљаде чланова породица комита, убићете и моју, јер се ја никада нећу предати. Српски официр се не предаје.
У знак одмазде, бугарски војници су Беговићевој жени у седмом месецу трудноће распорили стомак и из њега извадили нерођено мушко дете које су набили на бајонет, а затим су њу и њихово четворо деце убацили у појату и запалили, тако да су живи спаљени. Загрљени, њихова тела су била толико угљенисана, да их мештани касније нису могли раздвојити и зато су их сахранили у заједничку раку у селу Гајтан.

### Погибија
Пошто је један бивши комита открио бугарским властима да се Беговић са својим одредом скрива на Радан планини, уследила је потера. Група је опкољена 13. јануара 1918. године и пружила је жесток отпор. Комите су кренуле у силовити јуриш са намером да пробију обруч, у чему су поједини и успели, али је Беговић остао рањен.
У тренутку када више није имао муниције, довикнуо је да ће се предати. То је изазвало одушевљење бугарских официра, који су имали наређење да га доведу живог, па су потрчали ка њему како би га лично заробили. Беговић је изашао из заклона са подигнутим рукама, док је у рукавима шињела држао две одшрафљене бомбе. Када су се бугарски официри примакли довољно близу, активирао је бомбе и повео их са собом у смрт. Преживели бугарски војници су са мртвог Беговића одсекли главу, набили је на колац и проносили по српским селима, да би тако умањили борбени устанички морал.
Беговићеве посмртне остатке су сахранили мештани на планинском путу. Током 2021. његови посмртни остаци су форензички анализирани и враћени на исто место.

## Освета
Димитријева рођена сестра Милица Беговић је 1921. године, схвативши да издајник њеног брата неће доћи пред суд, одлучила се на освету. Оденута у комитску униформу, јер је и сама војевала, опасала је реденике и узјахала коња, запутивши се у село Доња Топоница. Тога дана је у селу била свадба на којој је кум био човек који је бугарским властима издао њеног брата. Убила га је пред сватовима и одсекла главу, коју је потом однела начелнику округа у Прокупљу. Начелник јој је рекао да неће бити хапшена нити суђена, будући да му је делатност овог човека за време рата била добро позната.

## Потомци
Са очеве стране потомак Љубодраг Беговић, солиста Београдске опере, дао је узорак ДНК у септембру 2021. године на основу ког је доказан идентитет војводе Димитрија Беговића чији су постхумни остаци пронађени у заједничкој гробници. Са мајчине стране, редовни професор Факултета политичких наука Универзитета у Београду и инострани члан Академије наука и умјетности Републике Српске др Драган Симеуновић је потомак Димитрија Беговића.